# Án lệ 38/2020/AL
Án lệ 38/2020/AL về việc không thụ lý yêu cầu đòi tài sản đã được phân chia bằng bản án có hiệu lực pháp luật là án lệ công bố thứ 38 thuộc lĩnh vực dân sự của Tòa án nhân dân tối cao tại Việt Nam, được Hội đồng Thẩm phán Tòa án nhân dân tối cao thông qua, Chánh án Tối cao Nguyễn Hòa Bình ra quyết định công bố ngày 2 tháng 10 năm 2020, và có hiệu lực cho tòa án các cấp trong cả nước nghiên cứu, áp dụng trong xét xử từ ngày 15 tháng 11 năm 2020. Án lệ 38 dựa trên nguồn là Quyết định giám đốc thẩm số 28 ngày 12 tháng 11 năm 2019 của Hội đồng Thẩm phán Tòa án nhân dân tối cao về vụ án dân sự kiện đòi tài sản tại tỉnh Lâm Đồng, nội dung xoay quanh tài sản được phân chia bằng bản án, quyết định đã có hiệu lực pháp luậ; và nhận định không thụ lý vụ án mới. Án lệ này do Hội đồng xét xử giám đốc thẩm gồm năm vị Thẩm phán Tòa án nhân dân tối cao đề xuất.
Trong vụ việc, nguyên đơn Tô Thị M khởi kiện yêu cầu đòi lại tài sản được cho là của mình đối với người đứng tên chính thức trên mảnh đất và ngôi nhà tranh chấp là mẹ con bị đơn Nguyễn Thị Đ, Phạm Thị H. Sau hàng loạt thủ tục phức tạp, kết luận được đưa ra là đình chỉ giải quyết tranh chấp vụ án này, nguyên đơn phải quay trở lại với vấn đề phán quyết khác nhưng trực tiếp liên quan đã có trong quá khứ. Vụ án cùng được chọn làm nguồn án lệ để đưa ra sự thống nhất chung về vấn đề thẩm quyền thụ lý vụ án của các tòa án Việt Nam theo tình huống thực tế.

## Tóm lược vụ án
Tại thành phố T, gia đình Tô Duy H1 và Trần Thị Đ1 có người con gái là Tô Thị M (gọi tắt: bà M). Trong những năm cuối thế kỷ XX, gia đình sở hữu một mảnh đất rộng lớn, trả có những thời điểm cho thuê đối với gia đình khác là Hoàng Thị N. Từ đây, có phát sinh việc sang nhượng một phần mảnh đất cho gia đình Nguyễn Thị Đ (gọi tắt: cụ Đ), và Phạm Thị H (gọi tắt: bà H). Việc sang nhượng được cấp phép và có giấy chứng nhận quyền sở hữu nhà, quyền sử dụng đất.
Về sau, xung đột phát sinh về mảnh đất đã sang nhượng này, theo đó, một bên khởi kiện yêu cầu đòi lại tài sản đang tranh chấp, và đã đứng tên người khác. Khởi kiện năm 2011, Tòa án nhân dân tỉnh Lâm Đồng thụ lý vụ án năm 2012, đã ra quyết định đình chỉ giải quyết vụ án này bởi trước đó đã có quyết định từ một vụ án khác có liên quan. Bởi vậy, các giai đoạn tố tụng từ sơ thẩm, phúc thẩm, kháng cáo, kháng nghị, giám đốc thẩm lên cấp trên tại Tòa án nhân dân cấp cao tại Thành phố Hồ Chí Minh, Tòa án nhân dân tối cao, mãi đến năm 2019 mới ra quyết định nhưng chưa kết thúc được vụ án này mà phải bắt đầu lại từ những vấn đề pháp lý tố tụng khác trong quá khứ.

## Xét xử các giai đoạn

### Trình bày của các bên

#### Nguyên đơn
Tại đơn khởi kiện và các lời khai trong quá trình tố tụng, nguyên đơn Tô Thị M (do Nguyễn Anh D là người đại diện hợp pháp) trình bày: nguồn gốc đất tại số 12 đường G, Phường 5, thành phố T (trong đó có 01 phần nhà, đất tranh chấp hiện nay là số 12A đường G) là tài sản của cha mẹ bà M là Tô Duy H1 và Trần Thị Đ1, được Sở Xây dựng tỉnh Lâm Đồng cấp giấy chứng nhận quyền sở hữu nhà đất vào ngày 18 tháng 12 năm 1989. Nhà có cấu trúc cấp 2, hạng 3, còn 80%, nền gạch hoa, vách xây, tường đúc, mái bằng, tổng diện tích là 437,9 m², diện tích sử dụng chính là 315,17 m². Năm 1973, cụ H1 cho bà Hoàng Thị N thuê một phần nhà sau để ở (số 12A đường G). Năm 1975, gia đình cụ H1 đòi nhà thì bà N xin ở thêm một thời gian cho đến khi tìm được nơi ở mới sẽ trả nhà. Từ sau năm 1975, gia đình cụ H1 không thu tiền thuê nhà của bà N. Năm 1980, bà N lén lút cho bà Phạm Thị H vào ở nhà đang thuê của cụ H1. Gia đình bà M đã khiếu nại việc này đến Ủy ban nhân dân phường 5, thành phố T, nhưng qua hòa giải, gia đình bà M đồng ý cho bà H ở cho đến khi tìm được nhà. Năm 2003, bà H kê khai và xin cấp giấy chứng nhận quyền sở hữu nhà và quyền sử dụng đất tại số 12A đường G, phường 5, thành phố T, gia đình bà M tiếp tục yêu cầu bà H trả nhà. Năm 2011, bà H xin được giấy phép xây dựng nhà, nhưng gia đình bà M không biết. Hiện nay, nhà đất tại 12A đường G, phường 5, thành phố T do bà H và cụ Nguyễn Thị Đ đứng tên trên giấy chứng nhận quyền sở hữu nhà ở và quyền sử dụng đất ở. Vì vậy, bà M khởi kiện yêu cầu Tòa án buộc bà H và cụ Đ phải hoàn trả gia đình bà M nhà đất đã chiếm dụng tại 12A đường G, phường 5, thành phố T.

#### Bị đơn
Bị đơn là Nguyễn Thị Đ và Phạm Thị H trình bày rằng: năm 1994, bà H và ông Nguyễn Ngọc C (chồng của bà H) nhận chuyển nhượng của bà Hoàng Thị N căn nhà tại số 12A đường G, phường 5, thành phố T và sử dụng ổn định, không có tranh chấp. Năm 2002, bà H và ông C ly hôn. Tại bản án hôn nhân và gia đình phúc thẩm, Tòa án nhân dân tỉnh Lâm Đồng đã tuyên cụ Đ được sở hữu ½ căn nhà, bà H được sở hữu ½ căn nhà nêu trên do vợ chồng bà H mua chung căn nhà cùng cụ Đ (mẹ của bà H). Ngày 12 tháng 1 năm 2004, bà H và cụ Đ được cấp giấy chứng nhận quyền sở hữu nhà và quyền sử dụng đất ở đối với căn nhà số 12A. Tháng 3 năm 2011, bà H xin phép cơ quan có thẩm quyền cho xây dựng lại nhà, vì căn nhà xuống cấp nghiêm trọng. Khi bắt đầu xây lại nhà, bà H đã trao đổi với bà M về việc đập bức tường mà gia đình bà M tự động xây lấn sang đất của bà H, nhưng bà M không cho đập và yêu cầu bà H phải trả nhà. Bà H và cụ Đ xác định: căn nhà số 12A này do bà H và cụ Đ mua hợp pháp của bà N, đồng thời đã được cấp giấy chứng nhận quyền sở hữu nhà và quyền sử dụng đất nên không đồng ý với yêu cầu khởi kiện của bà M.

### Phán quyết

#### Sơ thẩm
Ngày 17 tháng 4 năm 2012, Tòa án nhân dân tỉnh Lâm Đồng thụ lý vụ án. Sau nhiều thủ tục phức tạp về cả đệ đơn, tống đạt, tự bảo vệ, hồ sơ thụ lý, trình bày vấn đề, hơn bốn năm sau, ngày 1 tháng 8 năm 2016, tại số 27 đường Trần Phú, Phường 4, thành phố Đà Lạt, tỉnh Lâm Đồng, phiên sơ thẩm quyết định mới diễn ra, Tòa án nhân dân tỉnh Lâm Đồng quyết định: đình chỉ giải quyết và trả lại đơn khởi kiện về vụ án dân sự sơ thẩm về vụ án kiện đòi tài sản giữa nguyên đơn là Tô Thị M với bị đơn là mẹ con Nguyễn Thị Đ và Phạm Thị H. Tòa án cấp sơ thẩm còn tuyên về án phí và quyền kháng cáo theo quy định của pháp luật.

#### Phúc thẩm
Sau khi xét xử sơ thẩm, ngày 18 tháng 8 năm 2016, ông Nguyễn Anh D là đại điện theo ủy quyền của nguyên đơn kháng cáo không đồng ý với quyết định sơ thẩm nêu trên. gày 30 tháng 5 năm 2017, Tòa án nhân dân cấp cao tại Thành phố Hồ Chí Minh ra quyết định giải quyết việc kháng cáo đối với quyết định đình chỉ giải quyết vụ án, rằng: Tòa cấp cao chấp nhận kháng cáo của nguyên đơn và những người có quyền lợi, nghĩa vụ liên quan gồm các ông, bà là Tô Thị S1, Tô Duy T, Tô Duy S, Tô Thị Kim N1, Tô Thị T1, Tô Thị S2, Tô Duy E, Tô Duy P1, Tô Thị H2, Tô Thị H3, Tô Thị Ngọc L, Tô Duy P2, Tô Duy Lâm S3, Tô Thị Ngọc H4, Tô Duy H5, Tô Thị Ngọc V, Tô Duy H6 (đều do ông Nguyễn Anh D làm đại diện); hủy quyết định đình chỉ việc giải quyết vụ án dân sự của Tòa án nhân dân tỉnh Lâm Đồng; giao hồ sơ vụ án cho Tòa án nhân dân tỉnh Lâm Đồng tiếp tục giải quyết vụ án. Tòa án cấp phúc thẩm còn tuyên về án phí.

### Kháng nghị
Ngày 1 tháng 9 năm 2017, Thẩm phán Bùi Hữu Nhân, Chủ tọa phiên tòa sơ thẩm có đơn đề nghị Tòa án nhân dân tối cao xem xét quyết định phúc thẩm nêu trên theo thủ tục giám đốc thẩm. Ngày 31 tháng 7 năm 2019, Chánh án Tòa án nhân dân tối cao Nguyễn Hòa Bình kháng nghị quyết định giải quyết việc kháng cáo đối với quyết định đình chỉ giải quyết vụ án nêu trên của Tòa án nhân dân cấp cao tại Thành phố Hồ Chí Minh; đề nghị Hội đồng Thẩm phán Tòa án nhân dân tối cao xét xử giám đốc thẩm, hủy quyết định phúc thẩm nêu trên và giữ nguyên quyết định đình chỉ giải quyết vụ án dân sự sơ thẩm của Tòa án nhân dân tỉnh Lâm Đồng và trả lại đơn khởi kiện.

## Giám đốc thẩm
Ngày 12 tháng 11 năm 2019, với yêu cầu kháng nghị của Chánh án Tối cao và sự nhất trí của Viện Kiểm sát, Hội đồng Thẩm phán tối cao đã mở phiên xét xử giám đốc thẩm tại trụ sở tòa ở số 48 đường Lý Thường Kiệt, quận Hoàn Kiếm, Hà Nội. Tại phiên tòa giám đốc thẩm, đại diện Viện kiểm sát nhân dân tối cao đề nghị Hội đồng Thẩm phán Tòa án nhân dân tối cao chấp nhận kháng nghị của Chánh án Tòa án nhân dân tối cao.

### Nhận định của tòa án
Trong phiên giám đốc thẩm, Hội đồng xét xử Tòa án nhân dân tối cao có những nhận định về vụ án. Hồ sơ vụ án thể hiện, nguyên đơn khởi kiện cho rằng căn nhà số 12A đường G, phường 5, thành phố T thuộc quyền sở hữu của vợ chồng bố mẹ là Tô Duy H1 và Trần Thị Đ1, yêu cầu Tòa án xử buộc bị đơn trả lại cho bà.
Tại Bộ luật Tố tụng dân sự năm 2015 quy định một trong những trường hợp Tòa án trả lại đơn khởi kiện là: sự việc đã được giải quyết bằng bản án, quyết định đã có hiệu lực pháp luật của Tòa án hoặc quyết định đã có hiệu lực của cơ quan nhà nước có thẩm quyền, trừ trường hợp vụ án mà Tòa án bác đơn yêu cầu ly hôn, yêu cầu thay đổi nuôi con, thay đổi mức cấp dưỡng, mức bồi thường thiệt hại, yêu cầu thay đổi người quản lý tài sản, thay đổi người quản lý di sản, thay đổi người giám hộ hoặc vụ án đòi tài sản, đòi tài sản cho thuê, cho mượn, đòi nhà, đòi quyền sử dụng đất cho thuê, cho mượn, cho ở nhờ mà Tòa án chưa chấp nhận yêu cầu và theo quy định của pháp luật được quyền khởi kiện lại. Các tài liệu trong hồ sơ vụ án thể hiện: bản án hôn nhân và gia đình phúc thẩm của Tòa án nhân dân tỉnh Lâm Đồng về hôn nhân liên quan trực tiếp đến bị đơn, đã tuyên Phạm Thị H và Nguyễn Thị Đ mỗi người được quyền sở hữu ½ căn nhà diện tích 40,73 m² tại số 12A. Như vậy, nội dung khởi kiện của bà M cho rằng căn nhà số 12A là của cụ H1 và cụ Đ1 đã có bản án đang có hiệu lực xác định quyền sở hữu căn nhà đó là của cụ Đ với bà H.
Bộ luật Dân sự năm 2005 quy định: chủ sở hữu, người chiếm hữu hợp pháp có quyền yêu cầu người chiếm hữu, người sử dụng tài sản, người được lợi về tài sản không có căn cứ pháp luật đối với tài sản thuộc quyền sở hữu hoặc quyền chiếm hữu hợp pháp của mình phải trả lại tài sản đó. Như vậy, với nội dung quyết định của bản án hôn nhân và gia đình phúc thẩm nêu trên thì bà M không có quyền đòi cụ Đ và bà H trả lại căn nhà số 12A. Cho nên phải xem nội dung yêu cầu khởi kiện của bà M thuộc trường hợp sự việc đã được giải quyết bằng bản án, quyết định đã có hiệu lực pháp luật của Tòa án; nếu bà M không đồng tình với bản án hôn nhân và gia đình phúc thẩm này thì phải đề nghị Tòa án nhân dân có thẩm quyền xem xét lại bản án đó theo thủ tục giám đốc thẩm (khi thời hiệu còn) hoặc tái thẩm (khi có căn cứ). Do đó, ngày 1 tháng 8 năm 2016, Tòa án nhân dân tỉnh Lâm Đồng ban hành quyết định đình chỉ giải quyết vụ án và trả lại đơn khởi kiện của bà M là phù hợp với quy định của pháp luật. Quyết định của Tòa án nhân dân cấp cao tại Thành phố Hồ Chí Minh hủy toàn bộ quyết định nêu trên vì cho rằng quan hệ tranh chấp trong vụ án này là đòi tài sản, có nguyên đơn, bị đơn khác với nguyên đơn, bị đơn trong vụ án hôn nhân và gia đình đã được Tòa án nhân dân tỉnh Lâm Đồng xét xử phúc thẩm tại Bản án hôn nhân và gia đình phúc thẩm là không đúng.

### Quyết định
Từ nhận định này, Hội đồng Thẩm phán Tòa án nhân dân tối cao ra quyết định: chấp nhận 1uyết định kháng nghị giám đốc thẩm số của Chánh án Tòa án nhân dân tối cao; hủy quyết định giải quyết việc kháng cáo đối với quyết định đình chỉ giải quyết vụ án của Tòa án nhân dân cấp cao tại Thành phố Hồ Chí Minh về vụ án kiện đòi tài sản giữa nguyên đơn là Tô Thị M với bị đơn là Nguyễn Thị Đ, Phạm Thị H và những người có quyền lợi, nghĩa vụ liên quan khác; giữ nguyên quyết định đình chỉ giải quyết vụ án dân sự sơ thẩm và trả lại đơn khởi kiện của Tòa án nhân dân tỉnh Lâm Đồng.